# Germania pallida madre
Germania pallida madre (Deutschland, bleiche Mutter) è un film del 1980 diretto da Helma Sanders-Brahms.

## Trama
Germania, anni trenta. Lene, ragazza tedesca, conosce Hans e il suo amico Ulrich; questi è un membro del partito nazista e a causa di ciò Lene è riluttante a frequentare Hans, ma, dopo aver accertato che egli non è un nazista, accetta di continuare a vederlo. I due si sposano ma, iniziata la seconda guerra mondiale, il giorno del compleanno di Lene Hans viene arruolato nella Wehrmacht e inviato in Polonia. Durante i combattimenti Hans uccide dei civili innocenti e ha difficoltà ad adattarsi alla guerra ma, durante una licenza, lui e Lene concepiscono una figlia, Anna, che nasce durante un bombardamento aereo.
Dopo che la loro casa è stata bombardata Lene, con un permesso di due giorni, porta Anna a vedere Hans ma i due sembrano mostrare una gelosia reciproca per la madre; successivamente, per sfuggire alla guerra, Lene si sposta a piedi attraverso il paese, rassicurando la figlia descrivendole le tragedie del mondo sotto forma di favole ma, subito dopo la resa della Germania, viene violentata da due soldati inglesi di fronte a lei. Rientrata nella sua casa si ricongiunge con la sorella e più tardi con Hans ma la loro vita non riprende serena: Hans fatica a riadattarsi alla vita civile, ritiene che Lena gli sia stata infedele e continua a essere geloso della figlia, rimproverandola frequentemente e anche picchiandola.
L'enorme stress per le sofferenze patite e la sua infelicità provocano in Lene una paresi facciale e, per evitarne la diffusione, le viene consigliata la rimozione di tutti i denti e questo sortisce l'effetto di deprimerla e isolarla, complice anche la scarsa sensibilità di Hans alla sua sofferenza, che, viceversa, gli provoca imbarazzo di fronte alle persone; questi, frustrato dalle promozioni di Ulrich, il quale, dopo la guerra, è riuscito a integrarsi meglio nella società, non è più attratto sessualmente da Lene e, stanco della sua depressione, non mostra alcuna reazione nel momento in cui Lene gli dice che non vuole più vivere ed esce di casa. A quel punto Lene si chiude in bagno per suicidarsi ma il pianto di Anna, unito alle sue suppliche perché la madre esca, lascia il finale aperto.